# پوست (داستان کوتاه)
«پوست» داستان کوتاهی ترسناک نوشته رولد دال، نویسنده آمریکایی است. این داستان اولین بار در شماره ۱۷ مه ۱۹۵۲ مجله نیویورکر منتشر شد، و بعداً در مجموعه‌های «کسی مثل تو» ، منتشر شده در سال ۱۹۵۳، و «پوست و داستان‌های دیگر» ، منتشر شده در سال ۲۰۰۰، به چاپ رسید. این اثر به عنوان بخشی از برنامه تلویزیونی «داستان‌های باورنکردنی» از شبکه تلویزیونی
آی‌تی‌وی انگلیا، در ۸ مارس ۱۹۸۰ پخش شد.

## خلاصه داستان
پیرمردی تهیدست به نام دریولی در خیابان‌های پاریس قدم می‌زند. وقتی از کنار یک گالری هنری رد می‌شود و نقاشی‌ای از خائیم سوتین را می‌بیند، خاطرات گذشته‌های دور، زمانی که با هم دوست بودند، برایش زنده می‌شود.

## پذیرش
گروف کانکلین در سال ۱۹۵۴ این داستان را «برشی مو به مو از یک داستان ترسناک» نامید.